# Tobias J. Erb
Tobias J. Erb (* 9. Mai 1979 in Emmendingen) ist ein deutscher Biologe und Chemiker am Max-Planck-Institut für terrestrische Mikrobiologie in Marburg. Seine Forschungsschwerpunkte sind die mikrobielle Biochemie und die synthetische Biologie. Dabei befasst er sich insbesondere mit der Fixierung und Umwandlung des Treibhausgases CO2.

## Werdegang
Erb studierte Chemie und Biologie an der Albert-Ludwigs-Universität Freiburg, wo er mit einem Diplom in Biologie und einem Magister in Chemie sein Studium 2005 abschloss. Von 2005 bis 2009 fertigte er seine Doktorarbeit in Mikrobiologie an der Universität Freiburg und der Ohio State University an. Nach seiner Promotion forschte er von 2009 bis 2011 als Postdoktorand an der University of Illinois. Von 2011 bis 2014 leitete Erb eine Nachwuchsgruppe an der ETH Zürich. 2014 wechselte Tobias Erb als Max-Planck-Forschungsgruppenleiter an das Max-Planck-Institut für terrestrische Mikrobiologie in Marburg, wo er 2017 zum Direktor ernannt wurde. Seit 2018 ist Erb auch Professor für Mikrobiologie an der Philipps-Universität Marburg.

## Forschung
Erbs Forschungsschwerpunkte sind der mikrobielle Kohlenstoffwechsel, insbesondere die Biochemie und synthetische Biologie der Kohlendioxid-Umwandlung. Seine Untersuchungen konzentrieren sich auf die Entdeckung, die Funktion und das Design neuartiger Biokatalysatoren zur Umwandlung von Kohlendioxid aus Bakterien, Algen und Pflanzen, sowie deren Einsatz für die künstliche Photosynthese. 2016 gelang es Erb und seinem Team den ersten künstlichen Stoffwechselweg zur CO2-Fixierung zu realisieren. 2020 konnten sie den ersten künstlichen Chloroplasten demonstrieren. In einem Team von Max-Planck-Wissenschaftlern konnte er 2022 die Evolution des Enzyms RuBisCO durch eine Kombination von synthetischer und evolutionärer Biologie im Labor molekular rekonstruieren.

## Auszeichnungen (Auswahl)
- 2013–2018 Mitglied der Jungen Akademie
- 2013 Förderpreis der Swiss Society of Microbiology[6]
- 2015 Talented 12-Liste der C&EN der American Chemical Society[7]
- 2016 Heinz Maier-Leibnitz-Preis[8]
- 2017 Forschungspreis der Vereinigung für Allgemeine und Angewandte Mikrobiologie[9]
- 2018 Otto-Bayer-Preis[10]
- 2021 Mitglied der European Molecular Biology Organization
- 2021 Prix Forcheurs Jean-Marie Lehn (gemeinsam mit Jean-Christophe Baret)
- 2022 Future Insight Prize der Merck KGaA[11]
- 2023 Aufnahme als Mitglied der Sektion Mikrobiologie und Immunologie in die Nationale Akademie der Wissenschaften Leopoldina
- 2024 Gottfried Wilhelm Leibniz-Preis[12]
- 2024 ERC Advanced Grant[13]

## Wichtige Veröffentlichungen
- L. Schulz, Z. Guo, J. Zarzycki, W. Steinchen, J. Schuller, T. Heimerl, S. Prinz, O. Mueller-Cajar, T.J. Erb und G. Hochberg, Evolution of increased complexity and specificity at the dawn of form I Rubiscos. In: Science, Band 378, 2022, S. 155–160
- M. Scheffen, D.G. Marchal, T. Beneyton, S.K. Schuller, M. Klose, C. Diehl, J. Lehmann, P. Pfister, C. Carrillo, H. He, S. Aslan, N.S. Cortina, P. Claus, D. Bollschweiler, J-C. Baret, J.M. Schuller, J. Zarzycki, A. Bar-Even und T.J. Erb, A new-to-nature carboxylation module to improve natural and synthetic CO2 fixation. In: Nature Catalysis, Band 4, 2021, S. 105–115.
- T.E. Miller, T. Beneyton, T. Schwander, C. Diehl, M. Girault, R. McLean, T. Chotel, P. Claus, N.S. Socorro Cortina, J-C. Baret, und T.J. Erb, Light-powered CO2 fixation in a chloroplast mimic with natural and synthetic parts. In: Science, Band 368, 2020, S. 649–654.
- L. Schada von Borzyskowski, F. Severi, K. Krüger, L. Hermann, A. Gilardet, F. Sippel, B. Pommerenke, P. Claus, N.S. Socorro Cortina, T. Glatter, S. Zauner, J. Zarzycki, B.M. Fuchs, E. Bremer, U.G. Maier, R.I. Amann, und T.J. Erb Marine Proteobacteria metabolise glycolate via the β-hydroxyaspartate cycle. In Nature, Band 575, 2019, S. 500–504
- T. Schwander, L. Schada von Borzyskowski, S. Burgener, N.S. Cortina, und T.J. Erb A synthetic pathway for the fixation of carbon dioxide in vitro. In: Science, Band 354, 2016, S. 901–904.

## Trivia
- Tobias Erb wurde 2024 Hessischer Vizemeister im 800-Meter-Lauf in der Klasse M45[14].